# Les Hymnes
Les Hymnes est un recueil de poèmes de Pierre de Ronsard paru en deux parties, la première en 1555 et la seconde en 1556.

## Genèse  et publication
Le premier livre paraît en 1555, le second en 1556 chez André Wechel. Dans les éditions collectives, le poète, qui ne cesse de remanier son œuvre, ajoutera des pièces, par exemple l'Hymne de France (rédigé avant 1550) et l'Hymne de Monsieur sainct Roch (dans les Œuvres de 1587). Quand il publie ces deux livres, Ronsard est déjà l'auteur reconnu des Odes et des Amours.

## Sujets
L’hymne est un « genre » antique à restaurer. Mais alors que, traditionnellement, les hymnes (au féminin) célébraient les dieux, les hymnes (au masculin) de Ronsard abordent des sujets variés. Ils ont en commun la célébration. L’Histoire y a valeur d’exemple et les Grands y sont assimilés aux dieux païens. « Les hymnes des princes et des rois [...] dressent le portrait idéal de ces grands personnages et les invitent par là à s'efforcer de ressembler à la figure à travers laquelle transparaît le plus purement leur divinité ».
La partie la plus importante[Quoi ?] de chaque hymne est la narration.

### Premier livre
Le premier livre s’ouvre, dans l’édition de 1555, par l’Hymne du roy Henry II, composé à l'automne 1555. En faisant l’éloge du souverain qui réunit en lui toutes les vertus, Ronsard « organise [...] sa propre célébration ». Albert Py note que « la caractérisation descriptive convient à l'éloge » et que ce premier hymne « est fait de l'énumération laborieuse des traits physiques, intellectuels et de caractère qui mettent hors de pair le roi de France ». Comme l'a montré Alex Gordon, le poète y reprend les éléments donnés par les rhéteurs : naissance, famille, biens du corps, biens de l'esprit et biens extérieurs.
Dans l’Hymne de la Justice, le poète réfléchit sur la marche du monde. Si la justice est célébrée, c’est parce qu’elle est censée être la vertu essentielle du Cardinal de Lorraine. Le roi, « Prince juste » (v. 535), est évidemment associé à ce renouveau de l’âge d’or.
D’autres hymnes sont plus philosophiques : la Mort, le Ciel, les Astres et les Démons. Ce premier livre comprend également le fameux Hercule Chrestien, composé en 1553, dernier hymne en décasyllabe. Dans L'Hymne du Ciel, « la connaissance ne passe point [...] par l'inventaire d'un savoir : elle se situe au cœur d'une révélation intime, promise à l'âme délivrée de ses liens terrestres. Et la prière finale [...] désigne, en fait, le Ciel, moins comme une réalité physique offerte à notre curiosité, que comme une réalité métaphysique, ou, pour mieux dire, eschatologique ».
Dans ce premier livre, en effet, l’alexandrin l’emporte sur le décasyllabe (il est présent dans douze pièces sur quinze). Il sera omniprésent dans le second livre.

### Second livre
Le second livre commence par l’Hymne de l’Eternité.
Il est suivi de l’Hymne de Calaïs et de Zétes, pièce qui tend vers l’épopée. Autre hymne mythologique, celui de Pollux et de Castor précède l’Epître à Charles, Cardinal de Lorraine, hymne qu'Albert Py qualifie d'aussi laborieux que l'Hymne du roy Henry.
Michel Dassonville a remarqué que les Hymnes sont présentés dans un « ordre protocolaire », « selon le rang social des dédicataires ».

## Postérité
Jean Dorat a célébré dans des vers grecs le talent de Ronsard, poète des Hymnes.